# 帕索德帕特里亞

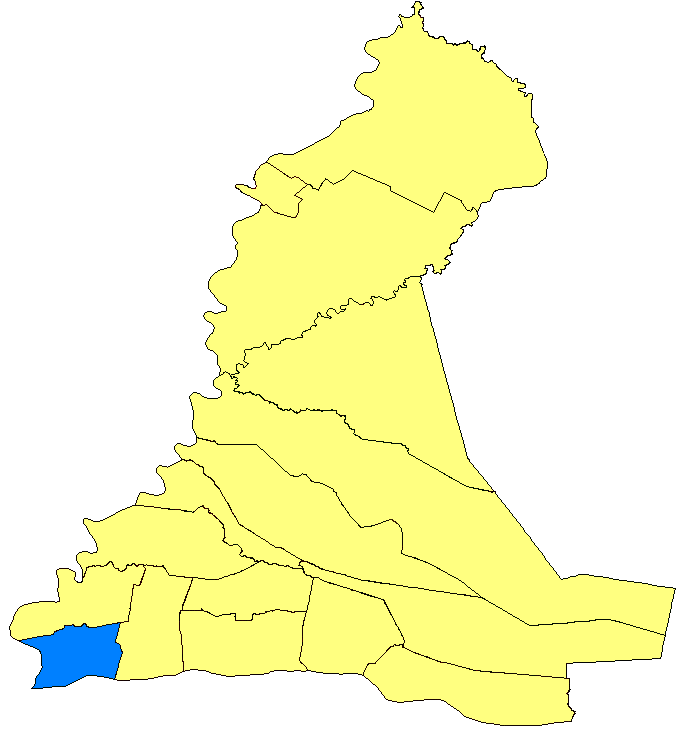

帕索德帕特里亞（西班牙語：Paso de Patria），是巴拉圭的城鎮，位於該國西南部，由涅恩布庫省負責管轄，始建於1867年，距離亞松森285公里，面積1,750平方公里，海拔高度56米，人口6,008，人口密度每平方公里6.16人。